# Tökéletes katona
A Tökéletes katona (eredeti cím: Universal Soldier) 1992-ben készült színes, amerikai akciófilm. Ez volt a német Roland Emmerich első amerikai produkciója, amely lényegében a Frankenstein-sztori modern variációjaként is értelmezhető. A főszerepeket az akciófilmek két akkori sztárja, a belga Jean-Claude Van Damme és a svéd Dolph Lundgren játszották, akik a pletykák szerint nem jöttek ki túl jól egymással. A forgatás 1991. augusztus 12-én kezdődött és 1991. október 30-án ért véget.
Majdnem Ember.
Majdnem hibátlan.
Majdnem irányítható.

## A cselekmény
Valamikor az 1960-as években, valahol az esős vietnámi dzsungelben éjszaka is folyik az értelmetlen öldöklés. Egy nádkunyhó mellett egy fiatal vietnámi pár könyörög az életéért Scott őrmesternek. Beosztottja, Luc Deveraux közlegény hasztalan próbálja jobb belátásra bírni felettesét: Scott őrmester könyörtelenül agyonlövi a vietnámi férfit, majd kézigránátot dob a menekülő lány után. Luc ekkora embertelenség láttán az őrmesterre támad. A kemény párharc végén a két férfi holtan esik össze az őserdő mélyén.

Szorult helyzetben (Ally Walker és Jean-Claude Van Damme)

25 évvel később, az Amerikai Egyesült Államokban egy óriási gátnál terroristák túszokat ejtenek. Egy szupertitkos alakulatot vetnek be ellenük, a „tökéletes katonák”-at. Ezek a férfiak érzelem nélkül, mechanikusan cselekednek, nem ismerik a fájdalom érzését. Közöttük van Luc és Scott is. A túszmentési akció sikerrel végződik, mindenki tökéletesen elégedett. Egy kíváncsi tévériporternő operatőr kollégájával együtt azonban behatol a titkos katonai bázisra, hogy kiderítsék, kik is ezek a katonák valójában. Egy hatalmas fémládában meg is találják az akció egyetlen katona áldozatát jégre fektetve, lőtt sebekkel. A halott hirtelen kinyitja a szemét, és felül a fémládában. A tévések menekülőre fogják. Az illetéktelen behatolást azonban időközben felfedezték, és a parancsnok a tökéletes katonákat küldi a kíváncsiskodók foglyul ejtésére. A riporternő (Veronica) és kollégája megpróbálják kimagyarázni magukat a szorult helyzetből. Ekkor váratlanul az egyik katona, Scott agyonlövi az operatőrt. Az addig gépiesen viselkedő Luc agyában hirtelen felvillannak a múlt emlékei. Reflexmozdulattal kirúgja a fegyvert Scott kezéből, s Veronicával együtt elmenekül. Perry ezredes, a parancsnok nem hagyhatja, hogy embere kikerüljön a felügyelete alól, hiszen akkor az egység féltve őrzött titka napvilágra kerülne: ezek a katonák ugyanis egy szupertitkos program keretében halottakból lettek újjáélesztve, és tökéletes gyilkológéppé alakítva. A parancsnok tehát a többi katonát a szökevények után küldi. Luc egyre több részletre kezd emlékezni a múltjából, ám ugyanez történik egykori felettesével, Scott őrmesterrel is. Eszeveszett hajsza kezdődik. Luc meg akarja tudni, hogy mi történt vele valójában, és vissza akar térni a szüleihez, miközben Scott egyetlen célja, hogy az „áruló” ne csússzon ki a kezei közül…

## Háttér-információk

### Az előzmények

A katonák pihennek

Roland Emmerich számára hazájában forgatott filmjei jelentették a belépőt Hollywoodba: Mario Kassar producer szerint a rendező filmjei az Egyesült Államokban a német költségvetés többszörösébe kerültek volna. Egy olyan rendező, aki viszonylag kevés pénzből látványos közönségfilmet tud forgatni, mindig szívesen látott vendég az álomgyárban. Mario Kassar – a Carolco Pictures egyik tulajdonosa – ezért felajánlotta Emmerich számára a Tökéletes katona megrendezését. Nyomós érvnek számított az is, hogy Emmerich meggyőzte Kassart arról, hogy az eredetileg előirányzott 35 millió dollárnál kevesebből is tető alá tudja hozni az „A” kategóriásnak szánt produkciót. (Végül 23 millió dollárba került a film.) Első lépésként Emmerich Dean Devlinnel átíratta a forgatókönyvet, amely eredeti változatában nem tetszett neki. A legelső elképzelés szerint ugyanis a történet helyszíne Dél-Amerika volt, ám Emmerich szerint ott az egész sztori kevésbé hatásos lett volna. A spórolás jegyében igyekeztek olcsón, esetenként ingyen megszerezhető, mégis látványos forgatási helyszíneket választani. A film legnagyobb részét ezért Arizonában vették fel, köztük a vietnámi dzsungelben játszódó jelenetet is, amelynek egy golfpálya (!) volt a helyszíne. Ezt a nyitóepizódot egyébként a Mỹ Lai-ban végrehajtott mészárlás ihlette.

### A szereplők

Scott őrmester egy szupermarketben (Dolph Lundgren)

Több nagy név felmerült a film főszerepeire, míg végül – ugyancsak anyagi okok miatt – a két népszerű, de még nem túlságosan drága akciósztár, a belga Jean-Claude Van Damme és a svéd Dolph Lundgren mellett döntöttek. Mikor kiválasztották őket, még nem volt egyértelmű, melyikük melyik szerepet kapja. Az amerikai közönség a kedvenceit alapvetően pozitív szerepkörben akarja látni, ezért Van Damme és Lundgren egyaránt Luc szerepét szerette volna megkapni. Van Damme lett a befutó, mivel ő már nagyobb sztárnak számított akkoriban, főleg az Oroszlánszív (1991) című kis költségvetésű filmjének köszönhetően, amely meglepően nagy siker volt az Egyesült Államokban. Vele ellentétben Lundgren inkább videosztárnak számított: több filmje számos országban nem is került a mozik műsorára, hanem eleve VHS-kazettákon hozták forgalomba őket. Emmerich mindenesetre jól döntött, a színészileg kevésbé képzett főszereplők meggyőzően játszották szerepeiket. Pletykák szállingóztak arról, hogy a kulisszák mögött a két izomember nem igazán jött ki egymással, sőt a díszbemutatón állítólag valódi tettlegességre került sor közöttük, ám könnyen meglehet, hogy ez csupán a produkció marketingfogásainak egyike volt. Emmerich később azt nyilatkozta, hogy mindkét főszereplővel jól kijött, mert nagyon fogékonyak voltak a rendezői instrukciókra. Elmondta azt is, hogy szerinte mindketten jobb színészek annál, mint amilyennek általában tartják őket, s alkalomadtán hajlandó lenne velük újra együtt dolgozni.
A többi szerep kiosztásában is döntőek voltak az anyagi szempontok. Ally Walker akkoriban új név volt a szakmában (nem sikerült sztárrá válnia), a korábban olimpiai bokszoló Ed O’Rosst pedig akciófilmek (pl. a Vörös zsaru) kisebb szerepeiben láthatta a közönség. Ralf Moeller Németország testépítőbajnoka volt, aki Arnold Schwarzenegger példáját követve Hollywoodban próbált filmszínészi karriert csinálni. Példaképe híres szerepét, Conant is eljátszotta egy televíziós sorozatban, de szerepelt olyan világsikerű mozifilmben is, mint a Ridley Scott által rendezett Gladiátor (2000). Gene Davis szintén főleg akciófilmekben szerepelt. Legismertebb alakítása az Éjféli leszámolás (1983) című bűnügyi filmben látható, melyben ő volt a meztelenül gyilkoló aberrált fiatalember, akit a Charles Bronson játszotta nyomozó meg nem engedett eszközök felhasználásával próbál kézre keríteni. A mellékszereplők közül Jerry Orbach számított a legnagyobb névnek. (Őt a magyar közönség a Dirty Dancing (1987) című filmből ismerheti a legjobban, melyben a főhősnő apját alakította.) Eredetileg nagyobb szerepe lett volna a filmben, a befejezéskor slusszpoén gyanánt újra felbukkant volna a hadsereg élén. A tesztvetítéseken azonban a közönségnek nem tetszett ez a befejezés, ezért újat kellett kitalálni, melyben Orbach-nak már nem jutott feladat. A Luc édesapját játszó Rance Howard a sikeres amerikai rendező, Ron Howard édesapja. Egyes kisebb szerepeket a stáb technikai személyzetének tagjai alakítottak.

### Az akciójelenetek

#### Túszejtés a gátnál
Az eredeti forgatókönyvben a túszejtésre repülőgépen került volna sor. Ezt a változatot azonban Emmerich túl elcsépeltnek találta. Dean Devlinnel közösen ezért a nevadai Hoover-gátat választották az akció helyszínéül. A jelenet felvétele mindössze 3 napig tartott, mégis sikerült vele hatalmas forgalmi dugókat okozni, mivel a forgatás idején volt a legnagyobb turistaszezon. A Tökéletes katona volt az első film, amelyben kaszkadőrök egy 210 m magas, majdnem teljesen függőleges betonfalon leereszkednek a mélybe. (Később hasonló jelenet volt látható az 1995-ös Aranyszem című James Bond-filmben.) Két kaszkadőr hajtotta végre a veszélyes feladatot. Egyikőjük félúton elakadt, a társának vissza kellett menni érte, hogy kiszabadítsa. A nem várt nehézség ellenére ezt a képsort végül 1 óra alatt sikerült felvenni. A teljes jelenet minden mozzanatát azonban nem lehetett a Hoover-gátnál rögzíteni. A belsőket például más helyszínen vették fel, mert az eredeti gát belső tere nem volt alkalmas a forgatásra. Viszont tényleg az igazi gátnál van az az alagút, amelyen keresztül a katonák bejutnak a létesítménybe.

#### A bázison
Az Unisol bázisát az arizonai Kaymanben, egy régi repülőtéren rendezték be. Egy Los Angeles-i stúdióban vették fel viszont azt a jelenetet, amikor először mutatják belülről az Unisol óriási kamionját. Amikor Veronica Roberts a bázison megtalálja a GR76-os tetemét egy fémládában, a katonát játszó félmeztelen Ralf Moellernek valódi jégkockákon kellett feküdnie, hogy a látvány valóban hiteles legyen. (A német testépítő egy másik jelenetben meggyullad, egyszer egy vízzel teli tartályba is bekerül, illetve az egyik epizódban még nyers húst is fogyasztania kellett.) Roland Emmerich eredetileg hosszabbra tervezte azt a jelenetet, melyben Veronica és az operatőr menekülni próbálnak a tökéletes katonák elől, de nem volt lehetősége (pénze) ezt az elképzelést megvalósítania. A stábnak a szűkös pénzügyi keret miatt szüksége volt a hadsereg segítségére: repülőgépekre, repülőterekre. Az illetékesek a segítség fejében ragaszkodtak ahhoz, hogy a filmben kellőképpen kihangsúlyozzák azt, miszerint az Unisol-program nem hivatalos katonai stratégia, hanem renegát projekt.

#### A benzinkútnál
Meglehetősen nehéz volt felvenni azt a jelenetet, melyben a motelből menekülő Luc és Veronica egy kocsiban utaznak a sivatagban. Óriási volt a hőség, pláne a szűk kocsibelsőben, ezért folyton le kellett állítani a felvételt, hogy a színészek lehűtsék magukat. A jelenet folyamatossága miatt azonban fontos volt, hogy a háttérben ugyanaz a táj legyen látható. A képsor helyszínéül a legendás 66-os út szolgált, melyet a forgatás idején már nem nagyon használtak. A benzinkút, ahová a pár megérkezik, eredetileg is benzinkút volt, de a lepusztult állomást helyre kellett állítani. Ennél a jelenetnél az alkotók szerették volna kihangsúlyozni azt a kontrasztot, ahogyan az 1950-es–1960-as éveket idéző, minden amerikai által jól ismert környezetben megjelenik egy kívül-belül high-tech kamion. A benzinkút felrobbanása a filmben valóságos volt és igen nagy erejű, noha néhány töltet végül fel sem robbant.

#### Sivatagi üldözés
Azt a jelenetet, amelyben Luc és Veronica a rabomobil fogolyterében rabként utaznak, s a járművet üldözőbe veszi egy kamion, melyet Scott őrmester vezet, több részletben és helyszínen vették fel. Mindkét jármű belső terét stúdióban alkották meg. Azért van olyan sok furcsa kameraállás ebben a jelenetben, hogy a nézők minél kevesebbet lássanak a háttérből. Magát az akciójelenetet a második stáb vette fel külső helyszínen. Ez a helyszín a Grand Canyon West volt, egy indián rezervátum területe. Az itteni forgatás a költségvetéshez képest drága volt, ám Emmerich a látvány miatt ragaszkodott hozzá. A felvétel során három buszt és két kamiont használtak fel. A zuhanás képsora valójában trükkfelvétel, modellekkel vették fel, melyek egy miniatűr szikláról zuhannak a „mély”-be.

#### A végső összecsapás
Nemcsak a pénzzel, hanem az idővel is spórolt a stáb, amikor a belsőket lehetőleg a külső helyszíneken építették fel, hogy egy-egy belső jelenet felvételére ne kelljen folyton visszatérni a Los Angeles-i stúdióba. Ilyen gazdaságosan megvalósított epizód az utolsó jelenet is, Luc és Scott végső összecsapása a GR44-es szüleinek a farmján. Az eredeti elképzelés szerint az idős emberek valójában nem Luc szülei lettek volna, hanem az Unisol-program iránt érdeklődő vásárlók, befejezésként megjelent volna Dr. Gregor is a hadsereg élén, ám a tesztközönségnek nem tetszett ez a megoldás. Az alkotóknak tehát át kellett dolgozniuk ezt a részt, megnyújtani Luc és Scott harcának jelenetét, hogy az váljon a film végső csúcspontjává. A látványos verekedés során, amikor Lundgren nagy távolságokra dobja el Van Damme-ot, a belga színészt kábelekkel mozgatták. Mivel a filmben semmilyen digitális trükköt nem alkalmaztak, ezért nagyon figyelni kellett arra, hogy a Van Damme-ot mozgató kábelek ne legyenek észrevehetők. Bár Luc meglehetősen brutálisan számol le Scott-tal, felmerültek még brutálisabb javaslatok is, melyeket aztán elvetettek. Amikor a szecskagép felaprózza Scottot, majd a levegőbe szétszórja a maradványokat, az eredeti elképzelés szerint láttuk volna, amint a katona két füle is kirepül a gépből. (Scott őrmester fő hobbija az volt, hogy levágta ellenségei fülét, és azokat egy láncra fűzve viselte a nyakán. „Csupa fül vagyok” – jegyzi meg cinikusan az egyik jelenetben az Unisol egyik technikusának, aki mondani szeretne neki valamit.)

## Érdekességek
- A rendezésre felmerült Andrew Davis neve is.

- A film zeneszerzője, Christopher Franke a Tangerine Dream együttes tagja volt.

- Amikor a Tökéletes katona készült, a CNN nevét nem lehetett említeni a filmekben, ezért Veronica munkahelye a CNA nevet kapta.

- Ash Fork, ahová Luc és Veronica megérkeznek a bázisról történt menekülés után, nem díszlet volt, hanem valódi, de elhagyatott kisváros. Annyira lepusztult volt azonban minden, hogy a motelt egyszerűbb volt újra felépíteni, mint a régit helyrehozni.

- A tökéletes katonák ruhája annyira tömött lett, hogy a színészek alig bírtak futni benne. A tájékozódásban ráadásul zavarta őket az a szerkezet is, melyet egyik szemük elé szereltek. Ez a kellék különösen Dolph Lundgren számára volt kellemetlen, mivel ő az egyik szemére nem lát, s a kellék pont a jó szemét takarta el.[3] Miatta az utolsó pillanatban át kellett alakítani ezt a szerkezetet, hogy az mindenkinél a másik szemre kerüljön.

- Roland Emmerich azt nyilatkozta, hogy kifejezetten a női nézők kedvéért került be a filmbe egy közeli felvétel Jean-Claude Van Damme meztelen hátsójáról, illetve egy rövid jelenet, amelyben a belga sztár meztelenül mutatkozik. Állítólag Van Damme alkohollal oldotta gátlásait e jelenet felvétele előtt. Maga a színész viszont több interjújában azt mondta, hogy a feneke az a testrésze, amelyre különösen büszke, s amelyet mellesleg elég sok filmjében csupaszon is bemutat néhány pillanatra.

- A kis étteremben játszódó jelenetet Clowride-ban vették fel, egy olyan kisvárosban, melynek csak egy utcája volt. A helyszín azonban annyira megfelelő volt, hogy a forgatás kedvéért szinte alig kellett valamit alakítani rajta. A jelenetben látható statiszták valójában a városka lakói voltak.

- Luc gyerekkori énjét Van Damme fia játszotta.

- Ez volt az utolsó film, melyet CDS-ben, egy korai digitális hangtechnikával rögzítettek. Ezt később DTS-sé alakították át a hangmérnökök, mivel az jobb hangminőséget képvisel, s akkoriban a filmszínházak többségében (az Egyesült Államokban) már ezt használták.

- A film azonos angol című (Universal Soldier) videójáték változatát az egyébként Turrican II néven előrehaladott állapotban lévő játékprogram jelentős átalakításával készítették el Mega Drive és Game Boy platformokra. A Commodore gépeken népszerű játék így csak mérsékelt sikert aratott Amerikában.

## A folytatások
Az 1990-es évek végére Van Damme hollywoodi karrierje megfeneklett, ezért a sztár megpróbálkozott legsikeresebb filmje, a Tökéletes katona felmelegítésével. A folytatást 1999-ben készítette el Mic Rodgers rendező. A cselekmény Luc személyén és a tökéletes katonák szerepeltetésén kívül gyakorlatilag semmiben nem kapcsolódik Emmerich alkotásához. A hűvös kritikai fogadtatásra számítani lehetett, ám ezúttal a közönség sem mutatott túl sok lelkesedést a produkció iránt. 2008-ban bejelentették, hogy valószínűleg újabb folytatás készül a filmhez Van Damme közreműködésével. Dolph Lundgren újbóli szerepléséről is szó esett. A svéd sztár nem zárkózik el a folytatástól, de véleménye szerint a forgatókönyv egyelőre nem kellően kidolgozott, s mivel a nézők elsősorban mégiscsak miattuk mennének el a mozikba, fontosnak tartja azt is, hogy tervezett szerepüket az alkotók megnagyobbítsák. Bár a konkrét munkálatok 2008 végén még el sem kezdődtek, de a produkció John Hyams személyében már a harmadik rendezőnél tart.
A hivatalos folytatást megelőzte egy kétrészes, kanadai televíziós film 1998-ban. Jeff Woolnough rendezése pontosan ott folytatta a cselekményt, ahol Emmerich abbahagyta, sőt Luc és Scott nagy összecsapásának kulcsmozzanatait a tévéváltozat színészeivel újra felvették. Luc szerepét a magyar származású Matt Battaglia játszotta. A cselekmény során előkerül a szintén tökéletes katonává átprogramozott fivére is, akit a videofilmek másodvonalbeli sztárja, Jeff Wincott formált meg. A szemmel láthatóan kis költségvetéssel készült vállalkozás „húzóneve” az akkoriban rossz passzban lévő egykori hollywoodi sztár, Burt Reynolds volt, aki azonban csak a tévéfilm második részében kapott nagyobb szerepet.

## Magyar kritikai visszhang
„…a Tökéletes katona nem igazán bajlódik az emberi lélek ábrázolásával. Számtalan lélekelemző helyzetet kihagy, kevés monumentális akciót mutat, néhol megbicsaklik a történet, de ez mind nem számít, hiszen jó kis izgalmakat tartogat. Szünet szinte nincs a filmben – a néző először a 45. percben vehet levegőt. Szerencsére csak ritkán próbál meg érzelmeskedni a forgatókönyv, ugyanakkor kedves humorral fűszerezi Luc emberi esetlenségét. Szerencsére Van Damme színészi játéka megmarad az életre ébredő agytalan lénynél: bamba és buta, de aranyos, ügyes és izmos. A rendező vetkőzteti is eleget, hogy a néző megcsodálhassa a formáit. Lundgren eszement és kegyetlen, ami jól áll neki. A tévériporternő pedig szőke és amerikai, ennél többet úgysem lenne képes nyújtani.”

(Cinema 1992/9, 26. oldal)

## Főszereplők
| Karakter                       | Színész                  | Magyar hang            |
| ------------------------------ | ------------------------ | ---------------------- |
| Luc Deveraux / GR44            | Jean-Claude Van Damme    | Sinkovits-Vitay András |
| Andrew Scott / GR13            | Dolph Lundgren           | Jakab Csaba            |
| Veronica Roberts               | Ally Walker              | Orosz Helga            |
| Perry ezredes                  | Ed O'Ross                | Vass Gábor             |
| Dr. Christopher Gregor         | Jerry Orbach             | Gruber Hugó            |
| Woodward                       | Leon Rippy               | Varga Tamás            |
| Garth                          | Tico Wells               | Józsa Imre             |
| GR76                           | Ralf Möller              |                        |
| Moteltulajdonos                | Robert Trebor            | Tolnai Miklós          |
| Hadnagy                        | Gene Davis               |                        |
| Charles                        | Drew Snyder              | Cs. Németh Lajos       |
| GR55                           | Tommy 'Tiny' Lister      |                        |
| GR61                           | Simon Rhee               |                        |
| GR86                           | Eric Norris              |                        |
| Technikus                      | Michael Winther          | Barbinek Péter         |
| Huey Taylor                    | Joseph Malone            | Forgács Péter          |
| John Devreux                   | Rance Howard             | Pataki Imre            |
| Mrs. John Devreux              | Lilyan Chauvin           |                        |
| Benzinkutas                    | Monty Laird              | Komlós András          |
| Brenda, a pincérnő             | Joanne Baron             | Sáfár Anikó            |
| Gregor cselédje                | Lupe Ontiveros           | Némedi Mari            |
| Katonatiszt Vietnámban         | Duane Davis              | Rudas István           |
| Hank, a szakács                | Allan Graf               | Csuja Imre             |
| FBI ügynök                     | Ned Bellamy              |                        |
| Katona                         | Michael Jai White        |                        |
| Luc Deveraux fiatalon (hangja) | Kristopher Van Varenberg |                        |
| Önmaga (archív felvétel)       | Richard Nixon            | Antal László           |